# 瑪美里語
瑪美里語是一种分布在马来半岛的南亚语系语言。与塞梅莱语和特莫克语同属于亚斯里语支下的塞梅莱语支。瑪美里語是唯一仍在滨海区域使用的亚斯里语支语言(在森美兰和雪兰莪滨海区域)，据鹅唛县鹅唛原住民博物馆记录的数据，其使用人数约为3,675。瑪美里語词典由Nicole Kruspe编写。

## 音系

### 元音[6]:241-248
|          | 前元音 | 央元音 | 后元音 | 后元音 |
|          |        | -圆    | +圆    |        |
| -------- | ------ | ------ | ------ | ------ |
| 闭元音   | i；ĩ   | ɨ̞      | ɯ；ɯ̃   | u；ũ   |
| 半闭元音 | e；ẽ   | ə；ә̃   |        | o；õ   |
| 半开元音 | ɛ；ɛ̃   |        |        | ɔ；ɔ̃   |
| 开元音   |        | a；ã   |        |        |

|          | 前元音 | 央元音 | 后元音 | 后元音 |
|          |        | -圆    | +圆    |        |
| -------- | ------ | ------ | ------ | ------ |
| 闭元音   | i̤      |        | ɯ̤      | ṳ      |
| 半闭元音 | e̤      | ə̤      |        | o̤      |
| 半开元音 | ɛ̤      |        |        | ɔ̤      |
| 开元音   |        | a̤      |        |        |

### 音区[6]
瑪美里語有2个音区：

音区1:元音音质清而紧，有更短的时长和更低的音高。有更少的语音组合法限制。

音区2:元音音长更长，音高更高。带轻微气声。

### 辅音[6]
|            | 唇音 | 唇软腭音 | 齿齿龈音 | 齿龈音 | 齿龈硬颚音 | 硬颚音 | 软腭音 | 声门音 |
| ---------- | ---- | -------- | -------- | ------ | ---------- | ------ | ------ | ------ |
| 塞音       | p；b |          | t        | d      |            |        | k g    | ʔ      |
| 送气塞音   | pʰ   |          | tʰ       |        |            |        | kʰ     |        |
| 鼻音       | m̥ m  |          |          | n̥ n    |            | ɲ̊ ɲ    | ŋ̊ ŋ    |        |
| 闪音       |      |          |          | ɾ      |            |        |        |        |
| 擦音       |      |          |          | s      |            |        |        | h      |
| 塞擦音     |      |          |          |        | tɕ dʑ      |        |        |        |
| 送气塞擦音 |      |          |          |        | tɕʰ        |        |        |        |
| 近音       |      | ʍ w      |          |        |            | j      | ɰ      |        |
| 边音       |      |          |          | l̥ l    |            |        |        |        |

## 语法

### 句法[5]
瑪美里語中定语和指示词出现在被修饰词之后，如例(1)和(2)；介词出现在被修饰词之前，如例(3)。
(1)
dṳk naleʔ
房子 老
“老房子”
(2)
lɘmɔl horoʔ ke
人 老 那
“那老人”
(3)
haʔ mbɘri
LOC 森林
“在森林里”
对于及物从句，瑪美里語的语序是施事-动词-宾语(AVO)，如例(4)；但动-施-宾(VAO)语序在自然交流时更普遍，如例(5)。
(4)
hŋkiʔ tomboʔ lɘmɔl ke
3 打 人 那
“他打了那人。”
(5)
lɘpas ke nɔŋ, ʔeʔə̤t kɘdeʔ, kaye hŋkiʔ ʔeʔə̤t
后 那 PST:PROX 1SG 藏 看 3 1SG
“在那之后，我藏起来了，（以免）他看到我。”
对于非及物从句，宾语-动词(SV)和动词-宾语(VS)两种语序均可，分别如例(6)和(7)。
(6)
ʔeʔə̤t nimbol bawaw nɔŋ
lSG 来自 海 PST:PROX
“我正从海上来。”
(7)
lɛp do haʔ tə̤k
进 水 LOC 耳
“水进了（我的）耳朵。”

### 形态[5]
瑪美里語形态通过前缀和中缀独特地反映。

#### 半能产派生
1. 去及物化的N- DTR

前缀n-加到单音节动词，并重复后一个音节的元音。

如：bɛ“做”→ nɛ-bɛ“做事（者）”

双音节动词，声母以同位鼻音代替。
如：plɘt“扑灭”→m:ɘlɘt“灭火（这件事）”

2. 及物焦点ka- TR

前缀ka-只用于本土单音节动词。

如：jɛt“跟从”→ka-jɛt“跟着某人或某物”；cɔʔ“去”→ka-cɔʔ“去某人所在地或某地”

3. 分配<-l->DISTR

中缀<-l->用于表示位置或状态的双音节不及物动词，以及部分动作动词。

中缀插入首音节和因纠正音节结构出现的schwa。

如：kancɛw“变裸”→kɘlancɛw“许多赤裸的（人）”

若倒数第二个音节CV是硬颚塞音+schwa，则使用中缀<-la->。

如：jɘkɘʔ“静坐”→jɘ-la-kɘʔ“许多静坐的人”

#### 规则能产派生
1. 反复 sɘ-RDP-词根 ITER

前缀sɘ加到重复基式的开头组分以表达反复体。
如：sɘ-nake-nake(ITER-RDP-那)“一遍又一遍”

2. 偶然 tɘ- HAPP

前缀tɘ-表达a)无意间发生的事件；b)在否定从句中的能力。

如：tɘ-ka-ca“偶然吃”

3.  中响 bɘ- MID

前缀bɘ-用于动词或名词词根以表达定语或所有格功能。
如：bɘ-dṳk“正有房子”

## 语言濒危与活力
据民族语，瑪美里語的状态是“6b：受到威胁的”，代表这种语言正处于所有年龄段间仍能用它面对面交流，但使用者正在流失的状态。这基于Lewis和Smino的(2010)扩展分级代沟量表(EGIDS)。
一项由Coluzzi、Riget & Wang(2017)领导的瑪美里語研究横跨加厘岛上4个不同的瑪美里語族村庄，支持瑪美里語虽仍在社区内有广泛使用，仍然有整个语言在未来滑向马来语的可能，这是因为瑪美里語的使用在年轻人中减少。